# Piritiba
Piritiba este un oraș în statul Bahia (BA) din Brazilia.